# Ikoma (Rorya)
Ikoma è una circoscrizione rurale (rural ward) della Tanzania situata nel distretto di Rorya, regione del Mara. Conta una popolazione di 10 397 abitanti (censimento 2012).